# Arvi Ahmavaara

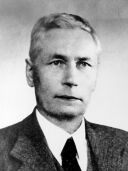
Arvi Ahmavaara.

Kaarlo Arvi Eliel Ahmavaara (till 1906 Aulin), född 13 augusti 1886 i Ijo, död 25 oktober 1957 i Uleåborg, var en finländsk jurist och politiker. Han var son till Pekka Ahmavaara och far till Yrjö Ahmavaara.
Ahmavaara blev student 1906, filosofie kandidat 1910, avlade rättsexamen 1912, högre förvaltningsexamen 1913 och blev vicehäradshövding 1915. Han var verksam som advokat i Rovaniemi 1912–1917, i Uleåborg 1919–1933 samt som häradshövding i Lappmarken 1934–1938, i Piippola 1938–1942 och i Ijo 1942–1956. Han var ledamot av Finlands riksdag för Samlingspartiet 1929–1930 och 1945–1954 samt opolitisk justitieminister i A.K. Cajanders regering 1937–1938.